# エクスプレス鳥海号
エクスプレス鳥海号（エクスプレスちょうかいごう）は東京都と秋田県由利本荘市を結ぶ夜行高速バスである。
本稿では改名前の愛称であるドリーム鳥海号（ドリームちょうかいごう）についても記載する。

## 運行会社
- 羽後交通
  - 本荘自動車営業所担当、ツーマン運行。
  - 電話予約は、横手市にある高速バス予約センターが担当する。発券は、本荘自動車営業所など、羽後交通の高速バス券が発券できる拠点であればどこでも可能。
- 関東バス
  - 丸山営業所担当、ツーマン運行。

### 過去の運行会社
- ジェイアールバス東北
  - 乗務員は福島支店担当、ワンマン運行（福島西ICで交代）。車両は秋田支店所属。
  - ジェイアールバス東北側への運行に関する連絡先は、同社ホームページでは福島支店となっていた。乗車券の電話予約は、ジェイアールバス東北側では受付しない。
  - 東京側の運行支援業務はJRバス関東東京支店が行っていた。

## 運行経路

### 現行
新宿駅西口（14番のりば） - 東京駅（乗車：八重洲南口、降車：日本橋口） - （東京発は宝町出入口、本荘発は呉服橋出入口） - （首都高速道路） - （川口JCT） - （東北自動車道） - （村田JCT） - （山形自動車道） - （鶴岡JCT） - （日本海東北自動車道） - （酒田IC） - （国道7号） - 象潟駅前 - 金浦駅前角 - 仁賀保駅前 - 西目高校前 - 羽後本荘駅前 - 本荘営業所
。
※月山道路が通行止めの場合、旧運行経路で運行される場合がある。

### 旧運行経路（2001.2.28まで）
東京駅 - （首都高速道路） - （川口JCT） - （東北自動車道） - （村田JCT） - （山形自動車道） - （山形北IC） - （国道13号） - （新庄市） - （国道47号） - （立川町） - （国道7号） - 象潟駅 - 金浦駅前角 - 仁賀保駅前 - 西目高校前 - 羽後本荘駅 - 本荘営業所

## 運行回数
- 1日1往復。

## 歴史
- 1992年（平成4年）2月11日： 『ドリーム鳥海号』として運行開始[1]。
- 1996年（平成8年）2月28日： JRバスの担当が象潟営業所から秋田支店となる。
- 2001年（平成13年）3月1日： 山形北IC - 酒田IC間が高速道経由となり、所要時間を35分短縮。
- 2007年（平成19年）11月30日： 同日の本荘発便より降車場所が東京駅日本橋口となる。
- 2009年（平成21年）11月1日： 同日出発便よりコンビニエンスストア（ローソン、ファミリーマート、サークルK、サンクス）での乗車券発売を開始。
- 2011年（平成23年）
  - 3月19日： 同年3月11日に発生した東北地方太平洋沖地震の影響により運休していたが、この日の本荘発の便（東京発は翌3月20日）より羽後交通が関越自動車道経由で隔日運行を再開。
  - 3月28日： この日の出発便よりJRバス東北も運行を再開、通常運行に戻る。
- 2014年（平成26年）4月1日： 運賃改定[2]（運賃の詳細は運行各社のサイトを参照）。
- 2018年（平成30年）10月1日： この日よりJRバス東北が運行を休止、羽後交通の単独運行となる[3]。
- 2019年（平成31年）4月1日：この日より関東バスが参入、あわせて愛称を『エクスプレス鳥海号』に改名[4][5]。
- 2020年（令和2年）
  - 4月1日：新宿駅西口まで延伸するとともに、カレンダー運賃（S･A･B･C･Dの5段階）を導入。これに伴い往復割引を廃止[6][7]。
  - 4月7日：新型コロナウイルスの影響に伴う需要減少等により、この日の出発便より当面の間運休[8][9]。
- 2021年（令和3年）
  - 8月6日： この日の出発便より、同年8月15日出発便までの期間限定で運行再開[10]。
  - 9月2日： この日の新宿出発便より同年9月30日新宿出発便まで（本荘出発便はいずれも翌日）、関東バスが週末限定で運行を再開[11]。
  - 12月24日： この日の新宿出発便より、年末年始の期日限定[12]で運行を再開[13]。
- 2022年（令和4年）
  - 3月18日： この日の新宿出発便より、同年5月7日新宿出発便までの期日限定[14]で運行を再開[15][16]。
  - 7月15日： この日の新宿出発便より、同年8月27日までの金曜日・土曜日・祝前日（本荘発はそれぞれ翌日、関東バス単独）限定で運行を再開（但し8月10日 - 8月15日は毎日運行となり、羽後交通も運行し、関東バスは2階建バスで運行した[17]）[18]。
  - 12月28日： この日の出発便より、2023年1月6日までと、東京発1月7日、本荘発1月8日の期間限定で運行[19]。
- 2023年（令和5年）12月29日 - この日の出発便より、同年12月30日までと、1月2日から1月7日までの期間限定で運行[20]。
- 2024年（令和6年）
  - 4月26日 - この日の出発便より、4月29日までと、5月2日から5月5日までの期間限定で運行[21]。
  - 8月9日 - この日の出発便より、8月12日までと、8月14日から8月17日までの期間限定で運行[22]。
  - 9月6日 - この日の出発便より、東京発本荘行きが、9月21日まで金・土曜日限定で運行[22][23]。
  - 9月7日 - この日の出発便より、本荘発東京行きが、9月22日まで土・日曜日限定で運行[22][23]。
  - 12月27日 - この日の出発便より、12月30日までと、2025年1月1日 - 1月4日までの期間限定で運行（予定）[24][25]。

## 車両
原則的にトイレ付独立3列シートの日野・セレガSHD、三菱ふそう・エアロクイーンが使用される。
羽後交通の運行開始当時の車両はボルボ・アステローペであった。JR系のバス事業者ではないものの、これがドリーム号では初のアステローペ導入と見ることもできる。なおこの車両の後方部（いわゆる1階席）にサロン室が設置されており、当時の路線バスとしては珍しく喫煙が可能であった。
なお、JRバス東北（運行休止）は日野・セレガHD、三菱ふそう・エアロエースを使用していた。

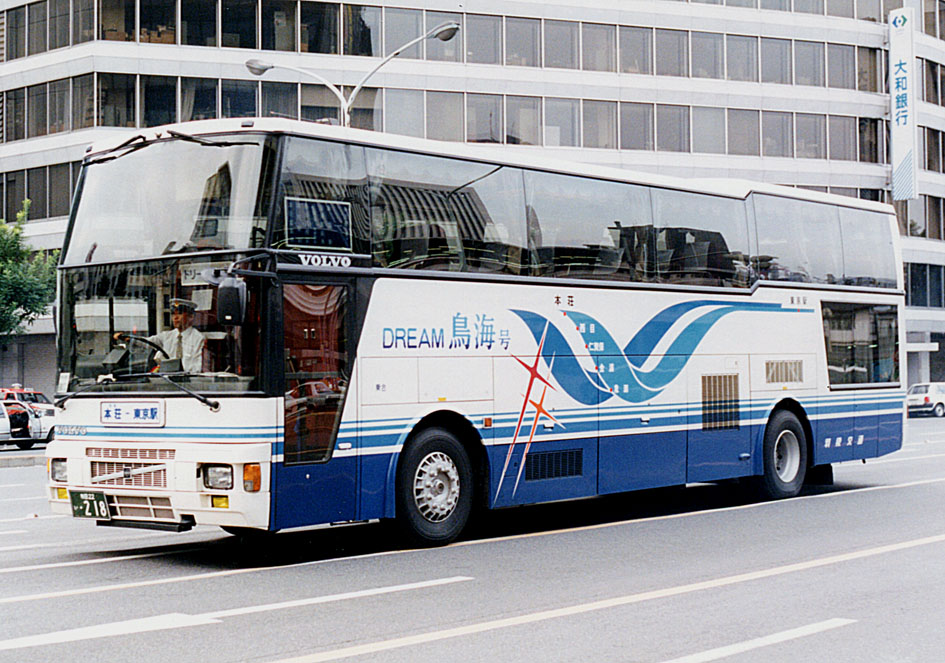
ドリーム鳥海号（羽後交通）運行開始当時の車両
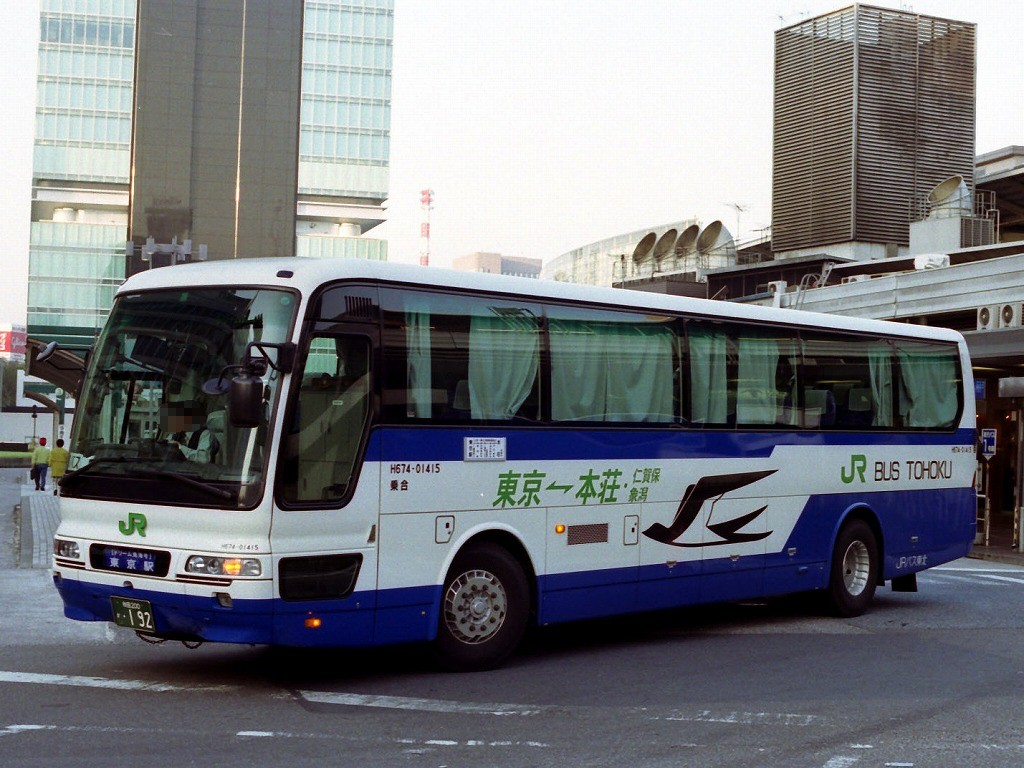
ドリーム鳥海号（JRバス東北）2000年代の車両
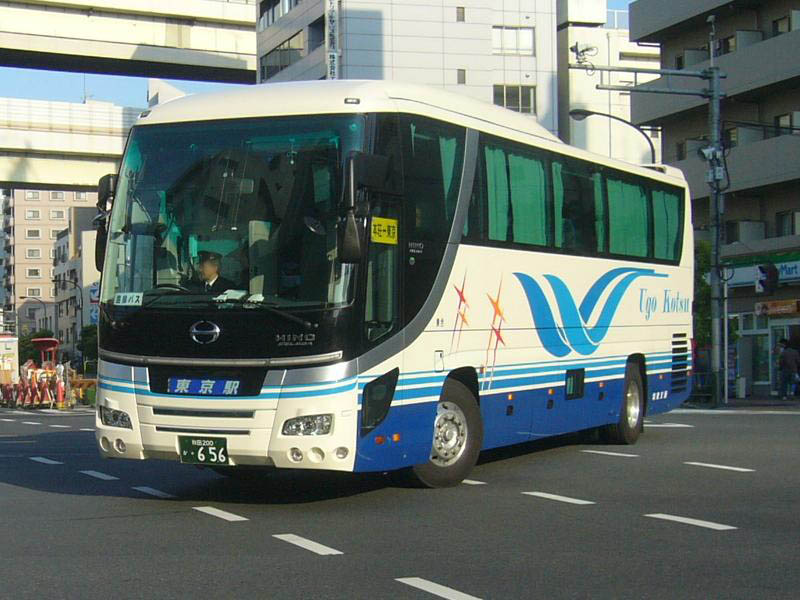
ドリーム鳥海号（羽後交通）2000年代後半以降の車両